# ウォッチドッグス
『ウォッチドッグス』（英名:Watch Dogs）は、ウォッチドッグスシリーズ1作目のオープンワールド型アクションゲームタイトル。Ubisoft Montreal開発。直訳すると「番犬」もしくは「監視役」。これには古代ローマの風刺詩人ユウェナリスの言葉「誰が見張りを見張るのか」という意味も含まれている。略称は『WD』。
当初発売日は2013年11月19日だったが延期。米国では2014年5月27日、日本国内では6月26日に発売された。Wii U版は2014年11月18日に発売となった。日本国外では初週売上400万本を記録、計6週に渡って売上首位をキープし、Ubisoftの2014年度第二四半期の業績報告では900万本出荷を達成したと発表された
。これは新規IPとしてはゲーム業界最大のセールス記録だという。2015年6月25日にはPS3/PS4版のベスト版が発売された。
2016年6月、本作の3年後のサンフランシスコを舞台とした続編である『ウォッチドッグス2』が発表された。

## 概要
物語の舞台は、ブルーム社（Blume Corporation）が開発した「Central Operating System」（通称ctOS）により都市の全てのインフラを管理されている2013年のシカゴ。
本作品はオープンワールドとなっており、それぞれ特色のある6つの地区に分かれた広大な都市を舞台にゲームが進行する。また後述のオンライン対戦を前提とした造りとなっているため、隠れる、尾行するなど行為をより確実に行えるよう建物の構造や地形、街中のオブジェクト等の様子はかなり精密に構成されており、他のオープンワールドのゲームより密度の高い設計となっている。
主人公エイデン・ピアースは特殊なスマートフォンで、ctOSをバックドア（不正ハック）により街中を自由にハッキングすることが可能で、
- 通行人などの街中の人々の個人情報へのアクセス（氏名、職業、年収、生年月日、犯罪記録、医療記録、趣味嗜好、銀行口座などの閲覧）
- 通話やメールなどの盗聴、携帯電話などの通信妨害、路上や室内の監視カメラの操作、ATMをハックして不正に金を引き出す
- ゲートや車両などの開錠、信号機などをハックして故意的に事故を起こす、跳ね橋や車止めなどをハックして敵の車両を阻止する、配電盤や変圧器、スチームパイプなどを過負荷により爆発させる、停電を起こす、列車（シカゴ・L）を停止させる
- 店舗などの音楽、クレーン、リフト、自動販売機、おもちゃ（Raving RabbidsやBig Mouth Billy Bassなど）、電光掲示板（ハックして流行語などを表示。例えば「IT'S OVER 9000!!!」はドラゴンボールZの台詞である）などをハッキングで作動させ、敵の注意を引き付ける

など、ctOSが導入されているデバイスをすべて操作することができ、まさに手のひらで都市を自由に操ることが可能となっている。
作中では、街中の至る所でctOSを促すモニター画面や宣伝トラック、ラジオやCM等、あらゆるメディアでその利便性を謳い、その普及率と社会に対する影響力を垣間見ることが出来る一方、対照的に裏路地などではカメラが頭になったスレンダーマンや多数の目、スマートフォンを持ったチンパンジー等様々な落書きが多数存在しており、一部の間では監視社会やサイバー化する都市に対しての危惧を暗喩しているような世界を描いている。またこのctOSという脅威を以ってそれをどう扱うか、更にはctOSを操れる数少ない人間（主人公＝プレイヤー）に対し、決して公にはならないが結果生じた出来事や責任をその使用者に委ね、そしてそれらを自身に問わせる形になっている。同時に他のプレイヤーにもctOSのハック能力が在るため、プレイヤーの間で争わせる場面（オンライン対戦）を通し、ctOSハッキングの使用を必然的に促すことによって、この部分を更に曖昧にすることに成功している。如何なる脅威も日常化による意識の薄れ、脅威に対する無知の恐怖、日々進化するネットワークが我々に及ぼす影響、犯罪の多様性や他者との共存への優位性、機械への依存の危険性など、本作から現代や社会そのものに対するテーマを多く読み取ることが出来る内容となっている。
ゲーム内では多くの人々が生活しており、一人一人が様々な振る舞いを見せるが、前述したとおりすべての人々をスキャン可能となっており膨大な数の固有のバックストーリーが存在している。中にはアイシャ・タイラー本人や、チャック・ノリスと同名でよく似た人物も登場する。
ミッションの多くを占めるアクションパートに関しては、様々な武器を使っての銃撃戦とカバーシステム、スローモーション機能「フォーカス」、隠密ステルスとテイクダウン、カーチェイス、パルクールなどといったステルス・クライムアクションゲームにハッキングを使用したギミック要素を加えたものになっており、同じシーンでもプレイヤーによって全く異なる戦闘シーンが展開される様になっているが、開発スタッフによれば9割の戦闘シーンは全く敵を倒すことなく攻略することも可能だという。
本作ではメインミッションの進行度に関係なく、マップ上に現れる多くのサイドミッションを受け持つことができる。大小様々なミッションやミニゲームなどを含めると全てのサイドミッションの総プレイ時間はメインミッションの倍ほど掛かるという。

## コンパニオンアプリ
本作の世界発売に合わせ、2014年5月27日にタブレット端末やスマートフォン向け無料アプリ「ctOS モバイル」が公開された。このアプリを導入することで、ウォッチドッグス本編を所有せずとも本作をプレイ中のプレイヤーとの対戦が可能となっており、課金といった要素も一切無く日本語にも対応している。
本アプリ側のプレイヤーは、ソフト側のプレイヤーのチェックポイント巡回を妨害する立場となり、ctOSを介してマップ上に表示されるヘリコプターを操作する、様々なハッキングで障害物を施す、警察車両を現地に手配するなどして相手プレイヤーの逃走を阻止する内容となっている。
2020年現在はサービス終了している。

## 登場人物

### 主人公とその協力者
エイデン・ピアース　Aiden Pearce（日本語版声優：森川智之）
本作の主人公。優れたハッキング能力を持つ。北アイルランド・ベルファスト出身のアイルランド系アメリカ人。39歳。
粗暴な父親と心優しい母親の間に生まれ、父親から逃げるように母と妹とともにシカゴへ移住。家族を守るために幼い頃から戦い方や銃の扱い方を学び、やがて裏社会での様々な仕事を請け負うフィクサーとなる。ハッカーのダミアン・ブレンクスと知り合い、ハッキング技術を教わり、仕事上のパートナーとなる。
ゲーム開始の11ヶ月前、ダミアンと共にマーロットホテルでフィクサーの仕事をした際、謎の映像を目にする。その後、何者かによる報復が原因で当時6歳の姪のレナ・ピアース（Lena Violet Pearce）を死なせてしまったことで、報復の首謀者を突き止めレナの死の真実を暴くために戦うことを決意する。
レナの死の一件から人を傷つけるような犯罪自体を憎んでおり、ctOSの犯罪予測システムに介入して自身とは関係のない犯罪なども阻止していることで、街の人々からはビジランテ（自警団）として認識されている。敵対する者には容赦のない姿勢を取るが、協力者や家族に対しては優しく接する一面を見せる（ただし、家族に対しては家の中に隠しカメラを仕込んで監視するなど度が過ぎている部分もある）。
フィクサーとしての行動時はキャップをかぶり、スカーフを口元に巻くことが多い。優れた瞬発・集中能力（フォーカス）とハッキングを活かしての戦闘にも秀でており、サイレンサー付きの特殊部隊用1911や折り畳み式の特殊警棒の他、様々な武器を操る。
モーテルや各地に存在するctOSコンテナをセーフハウス（隠れ家）としフィクサー活動を行っている。
本作の3年後を舞台としたウォッチドッグス2にもサイドミッションに僅かに登場する。さらに本作の16年後を描いたウォッチドッグス レギオンにもシーズンパスにおいてプレイアブルキャラとして登場している。55歳という高齢になっているものの、その身体能力やハッキング技術は未だに衰えていない。
ニコル "ニッキー" アン・ピアース　Nicole "Nicky" Anne Pearce（日本語版声優：本田貴子）
エイデン・ピアースの妹であり、レナ・ピアースと10歳のジャクソン・ピアース（Jackson "Jacks" Kent Pearce）の母親。シングルマザー。34歳。イベントプランナーを勤めている。
エイデンがビジランテであることは知らないものの、危険に飛び込んでいく様子を見せる兄のことをいつも心配している。ストーリー中盤でダミアンによって誘拐され、エイデンに調査の協力を強いるための人質として利用される。T・ボーンの支援を受けたエイデンによって救出された後、危険から逃れるためにジャクソンと共にシカゴを離れる。
ジョルディ・チン　Jordi Chin（日本語版声優：山野井仁）
レナを殺した犯人を探す為にエイデンが雇ったフィクサー。赤シャツにグレーのスーツを着た中国系アメリカ人、身長185cm。
よくジョークを飛ばすので軽い印象を受ける人物だが、モラルと金は区別して考える根っからのビジネスマンで、金さえ払えばどんな仕事でもこなす上に証拠隠滅も抜かりない、優れた計画性と実行力でフィクサーでも名高い人物。裏社会から表社会まで様々な方面に顔が利き、エイデンに様々な武器や情報を提供するが過小評価されてしまい、少々不満に思っている。
P-9mmやサプレッサー付き1911など様々な武器を扱い、その他サプレッサー付きのSVDやSR-25など、主人公が手に出来ない武器も扱う、武器を持たず拘束された際にクレジットカードを用いて敵を殺害したりと、戦闘能力はかなり高い。仕事を円滑に進めるために個人的なコネを使ってエイデンを手助けしたり、マンションの住人を拘束して狙撃場所を確保したりと良くも悪くも手段を選ばない。サイドクエスト・収集要素の一種である「プライバシー侵害」の一つでは、彼の仕事の一部が垣間見れる。スーツに拘りがあるらしく仕事中は時折黒い皮手袋をしている。
続編であるウォッチドッグス2のストーリーDLC『ヒューマン・コンディション』にも登場している。
クララ・ライル　Clara "BadBoy17" Lille（日本語版声優：宮島依里）
ハッカー集団「デッドセック」（DedSec）のメンバー。28歳。カナダ・ケベック州出身。本業はタトゥーアーティスト。エイデンの協力者。ゲーム開始前から「BadBoy17」という名で本名を隠してエイデンに接触し、優れたハッキング技術を駆使してあらゆる情報を収集し様々な手掛りを提供していた。実はラッキー・クインによってマーロットホテルに侵入したエイデンとダミアンの身元を特定するために雇われたハッカーだったが、その「仕事」が遠因となりエイデンの姪レナを死なせてしまったことを悔やみ、贖罪のためにエイデンに接触。レナの墓前に献花もしていた。
最終盤ではニッキーがすでにエイデンに救出されたことを知らないままダミアンの人質交換に応じようとしたため、レナの墓前でダミアンの放った刺客に殺害される。
彼女の出身地ケベックは、このウォッチドッグスを開発したUbisoft Montrealの所在地でもある。
レイモンド "T・ボーン" ケニー　Raymond "T-Bone Grady" Eugene Kenney（日本語版声優：山路和弘）
天才ハッカー兼システムエンジニア。52歳。ブルーム社に雇われctOS（Central Operating System）のシステムを開発したが、ctOSを悪用しようと目論むブルームの企みに気づき、内部告発する直前で会社を追い出された。ブルームとctOSの危険性を訴えるために2003年にアメリカ北東部を停電させる大規模事故を起こし（モデルは2003年北アメリカ大停電）、現在はブルームや警察から追われる身となっている。芸術家として遠隔操作が可能なオブジェ兼無人兵器を作製している。変わり者ではあるが正義感に厚く、自らが起こした停電によって図らずも犠牲となった11人の被害者の名前を今でも覚えている。追加シナリオ「Bad Blood」では主人公を務める（後述）。
トビアス・フルーワー　Tobias Frewer（日本語版声優：高戸靖広）
かつてT・ボーンとともにctOS開発を担当していた元ブルーム社員のホームレス。シカゴを拠点に活動するハッカーグループごとブルームにスカウトされた経歴を持つ。ガラクタを集めてツールを販売している。被害妄想が激しく人間不信なため、精神安定剤の類の薬を多く服用しており、人目やあらゆるネットワークを避けて暮らしている。
シーラ・ビリングス
追加シナリオ｢Bad Blood｣に登場するシカゴ市警察の刑事。正義感溢れる善良な警官だが同僚に恵まれず、身分を隠して接触したT・ボーンを「謎の男さん」と呼び様々な仕事を依頼してくる。

### 敵対者
モーリス・ヴェガ　Maurice Vega（日本語版声優：森田順平）
何者かの命令により主人公エイデンに報復を仕掛けた実行犯。その際、結果的に姪が事故死したためエイデンに恨みを買い、また手掛かりの糸口としてエイデンやジョルディに追われることとなる。序盤のスタジアムにて追い詰められ、その後は情報を聞き出すためジョルディに身柄を拘束される。彼の様子は逐一ジョルディ越しに窺い知ることができる。アビーという妻が居たが、彼女の身の安全をネタにフィクサーの仕事を強要され続け、エイデンの抹殺に失敗した事でアビーが薬物過剰投与されたうえで人身売買オークションに掛けられた事がシカゴ各地に残された使い捨て携帯電話の解析から判明する。
デルフォード "イラク" ウェイド　Delford "Iraq" Wade（日本語版声優：村治学）
ギャング集団「ブラック・バイスロイズ」（Black Viceroys）のリーダー。アフリカ系アメリカ人。26歳。元イラク戦争従事者でその時に実践的な戦闘術や知識を得、現代の敵はネットワークを駆使する者だと理解している。自分のアジトの最奥にはサーバーが置かれており、中にはバイスロイズが握った秘密情報が大量に入っている。ウォード地区のあちらこちらにブラック・バイスロイズのサイン（指で頭文字「bとV」を表したものなど）がタギングされている。
中盤で本拠地に乗り込んできたエイデンと激しい戦いを繰り広げた末に死亡する。その際に、マーロットホテルにいた「もう一人のハッカー」であることをほのめかしていた。
タイローン "ベッドバグ" ヘイズ　Tyrone "Bedbug" Hayes（日本語版声優：大西健晴）
「ブラック・バイスロイズ」の一員の不良少年。19歳。ヘマばかりするが従兄弟ということでイラクには辛うじて世話を掛けてもらっている。祖母と二人暮らしの様であり、彼女のことは大切にしている様子。
エイデンがバイスロイズに潜入するため、ベッドバグを利用することとなる。
ダーモット "ラッキー" クイン　Dermot "Lucky" Quinn（日本語版声優：中博史）
街の実業家であり、「シカゴ・サウス・クラブ」のオーナー。マーロットホテル（The Merlaut Hotel）を所有している。75歳。アイルランド共和国・ゴールウェイ出身で、右目に白内障を患っている。表向きはチャリティー活動なども行う慈善家として通っているが、実際は半世紀以上もシカゴの裏の世界で暗躍してきた権力者で、シカゴ市長ドノヴァン・ラッシュモアの弱味を握って事実上の傀儡にしていた。その証拠に近づいたエイデンとダミアンを襲撃させた黒幕であり、ホテルに乗り込んできたエイデンによってctOS接続ペースメーカーをハッキングされ死亡する。
ダミアン・ブレンクス　Damien Brenks（日本語版声優：三上哲）
ハッカー。フィクサーとしてのかつてのエイデンの師。47歳。マーロットホテルの口座をエイデンと共にハックする仕事の際、謎の映像を目撃したことでシカゴ・サウス・クラブから報復を受け左足に後遺症が残ってしまう。「仕事」の際マーロットホテルにいた「もう一人のハッカー」がブラック・バイスロイズのメンバーだという情報を掴み、バイスロイズのリーダーであるイラクの持つ極秘データを入手するためにニッキーを誘拐し、エイデンに協力を迫ろうとする。
実はブルームと取引関係にあり、エイデンとT・ボーンの身柄・彼らの所有データを引き渡す代わりにctOSのアクセス権を要求していた。最終盤ではダミアンが交渉のために利用するつもりだった極秘情報を公にリークされたことで、ctOSを完全掌握し熾烈なハッキングによりエイデンを追い詰めようとするも、それを突破してctOSそのものをシャットダウンされ、潜伏していた灯台に突入してきたエイデンに射殺された。
JB“デフォルト“マコヴィッツ　JB "Defalt" Markowicz
DJとして有名であるが、裏ではプロのハッカー。25歳。ポーランド出身。常に鋭角的なネズミの形をしたお面を被っており、正体は不明。各ウィンドウに自らのモチーフ映像の流れるカスタムカーを所有している。本編では一切喋ることは無かったが、「Bad Blood」ではかつてT・ボーンが起こした大規模停電で兄を亡くしたことが判明し、その復讐の為にT・ボーンに過去の罪を突き付けてきた。本拠地にT・ボーンを誘き寄せ、密室に閉じ込めて毒ガスで殺害しようしたが、換気装置へのハッキングで毒ガスを逆流されて死亡した。
続編であるウォッチドッグス2でもその名前は語られており、デフォルトの思想に賛同して同じネズミのお面を被ったハッカー集団が登場する。また、彼自身が元デッドセックのメンバーであったことも明言された。

## マルチプレイ
マルチプレイでは計6種類のモードが搭載されている。これらはタイトル画面を挟むことなく、シングルプレイ中からシームレスにそれぞれのモードに移行することが可能であり、ゲーム中に他のプレイヤーからの挑戦や招待を自動的に受けていたり、こちらから好きな時に他のプレイヤーに介入するといったことが可能といった、シングルプレイとマルチプレイの境界線の存在しない世界を実現している。
ウォッチドッグスのマルチプレイでは自分の操作キャラクターは引き続き主人公のままだが、他のプレイヤーから見ると自動的に市民の外見になる様に設定されている（どの外見になるかは毎回ランダム）。シングルプレイ中でもミッション中以外は市民に紛れて他のプレイヤーが潜んでいるといったことも発生し、独自の緊張感を生み出している。
オンラインハッキング
他のプレイヤーのシングルプレイの世界に侵入し、見つからずに相手をハッキングする1vs1モード。前述の通りお互い相手は市民に見えるので「侵入を受けている」というメッセージが現れたプレイヤーは、街中に紛れている相手を市民一人一人からスキャンし、ハッキングが100%に達するまでにハッカーを見つけ出さなくてはならず、逆にハッカー側はその間見つからずにやり過ごさなければならない。ハッキングが始まるとマップ上に円形の通信網が表示され、ハッカーはその円の中に留まる必要があり、円の外にでるとハッキングが一時止まってしまうほか、この円はハッキング達成率25%ごとに小さくなっていく。ハッカー側は相手の視界内で不自然に走ったり無茶な運転等をしていると容易に相手に発見されてしまうため、他の市民を装うか、範囲内のどこかに隠れる等の行為が要求される。プレイヤーがハッカーを発見した場合、侵入したハッカー側は相手プレイヤーを倒さずに逃げ切る、侵入されたプレイヤー側は相手ハッカーを倒すという目標にそれぞれ変わる。
オンライン尾行
相手を尾行して監視し続けるモード。相手を視界に入れておけば相手と離れていても、監視カメラ越しに監視しても尾行が継続される。こちらは行動範囲が限定されないため、尾行中の行動対象は街全体となる。見つかった場合はオンラインハッキングと同様の立場になる。
ctOSモバイルチャレンジ
前述のiOS/Androidアプリ連携機能「ctOS モバイル」のソフト側のプレイヤーとしてチェックポイントを通過するモード。開始時にランダムに車両を一台与えられるが、途中乗り換えても構わない。ソフト側からもハッキングを仕掛けることが可能であり警察車両にダメージを与える、相手のヘリを一時不能にする等といったことが可能である。ビープ音と共に現れる赤いマークはアプリ側の相手が仕掛けたハッキング対象物のため警戒が必要である。コース上の時計のマークは時間延長、＄マークはキャッシュの増加アイテムを示している。アプリ側はコースを作成することもできる。
オンラインレース
街中を使って最大8人（PS3/Xbox 360/Wii Uは最大4人）まで参加できるレースモード。コースや車両など様々なタイプのレースが用意されている。自分を有利にするために他者に激突したり、ハッキングで邪魔をする等のダーティプレイも認められている。レース中順位が2位以下のプレイヤーにはコース上にニトロが配置され、使用するとアクセルを踏んでいる間一時的に加速することが出来る。ニトロは3つまでストックすることが可能である。
オンライン解読（PS4/Xbox One/PCのみ）
4vs4によるチーム戦。マップ上に1つだけ存在するファイルを長く所持し先に100%解読できたチームの勝利。ファイルは所持している間に自動的に解読が実施され、味方プレイヤーが近くに寄ればより早く解読が出来る。敵からファイルを奪うには敵を倒して直接拾うか、敵ファイル所持者の近くに寄り自動遠隔ダウンロードで回収して奪うかの方法があるが、この場合も味方プレイヤーが近くにいると早く奪取が可能である。相手のファイル解読を一時的にストップすることのできるジャミングも使用可能。マップ上の赤いエリアへ出てしまうとファイルを失うカウントダウンが始まってしまうので注意が必要である。
本モードは銃撃戦とカーチェイスの両方の要素を含むため、激しい展開になることが多い。
フリーローム（PS4/Xbox One/PCのみ）
特に何の制限もなく自由に振る舞えるモード。最大8人まで参加が可能。観光やデスマッチなどメンバーによって大きく状況が変わる。

## デジタルトリップ
デジタルトリップ（Digital Trip）とは、バイノーラルビートにより脳に低周波パルスを生成させることで、安全に幻覚の世界で遊ぶことが出来るというシミュレーテッドリアリティのミニゲーム集である。各地にデジタルトリップ屋がいるが、主人公の特殊スマートフォンにもデジタルトリップのアプリがある。各ゲームごとに専用のスキルが存在し、それぞれ能力の拡張もできる。
各トリップの内容は本作のシリアスな雰囲気とかけ離れたお遊び要素の強いものとなっている。
スパイダータンク　Spider Tank
『攻殻機動隊』の多脚戦車のような6本足で動く巨大な鋼鉄製の蜘蛛型兵器を操りながら制限時間内に各破壊ミッションをこなす、破壊の限りを尽くすトリップ。ビルの壁を垂直に登ったり、ビルからビルへと飛び移ったりと巨躯ながらもかなり俊敏に動き回ることが出来る。通行人に危害を加えると減点。パトカーを破壊するとエネルギーを回復するブーストやグレネードシェルが出現する。移動を素早く行いたい場合はジャンプを繰り返しての移動が有効である。
開発者によれば、本作の敵はプレイヤーのみを捕捉するようプログラムされていたため、タンクだけでは上手くいかなかった。その解決策として、コードを書き換えるのではなく、透明で無敵のエイデンをタンクの中に入れるという手段が取られたという。
マッドネス　Madness
悪魔が徘徊する街を改造車で駆け回り倒していくトリップ。街全体が悪魔の蔓延る暗黒風な雰囲気となっており、BGMもB級ホラーメタルなノリで進む。個体の色は白＞青＞黄の順に、倒すと得られるソウルパワー及び得点が高くなっている。マッドネスで登場するパトカーはこのトリップでしか見ることのできない限定の塗装となっており、車体にはS.W.A.TならぬS.M.A.Dという表記がなされている。
アローン　Alone
”ロボット”と呼ばれるctOSアンドロイドを警戒しながらエリア内のジェネレーターをハッキングするトリップ。ロボットの捜索能力はかなり高く、走っただけでも発見されてしまうため、ステルス性が重視される。ロボットの走りはエイデンよりも速いため、発見されると、EMPで足止めするか一旦エリアの外に出ないと追跡の手を逃れるのは厳しい。エリアの外は完全に安全なので周りを回って好きなところから侵入することも可。ロボットのライトの色は警戒レベルを示している。
サイケデリック　Psychedelic
道路に咲く巨大な花を次々大ジャンプしてゴールを目指すトリップ。花へ着地すると自動的にジャンプするが、着地の際にスティックの微妙な調整が必要となる場合がある。色鮮やかな花々やBGMなどその名の通りまさにサイケデリックな内容となっており、ここではハイテンションなエイデンを見ることが出来る。デジタルトリップの中で唯一スキルが存在しない。
コンスピラシー　Conspiracy！（DLC配信）
DLCによる追加コンテンツ。エリア内の人々を一斉スキャンし、街に紛れている多数のサイボーグを探し排除するトリップ。スキャンをして黄色く光る人物（サイボーグ）に対しマーカーを合わせタグ付けすると弱点と性質が明らかとなり、弱点を撃たないと排除することができない。発砲する、視界内に一定時間入るなど何らかの刺激を与えるとサイボーグたちは一斉に襲ってくるため、全ての個体をタグ付けしてから攻撃するのが好ましい。サイボーグに対するステルス能力と弱点をピンポイントで射撃するシューティング能力の両方のスキルが必要とされる。サイボーグに近寄られ数秒経つと大爆発を引き起こされ即座にゲームオーバー。エリアをこなすごとにサイボーグの個体や種類が多くなっていく。なお、スキャンしても黒く表示されずサイボーグでもない特異体質の人物が存在しており、彼らをスキャンするとボーナスとして100ポイント獲得できる。

以下はデジタルトリップではないが、主人公のスマートフォンの拡張現実アプリとして次のミニゲームが存在する。
NVZN
アプリを起動した場所がそのままステージになるシューティングゲーム。空中を浮遊するデジタルエイリアンをラウンド形式で倒していく。スマホのカメラ越しにエイリアンを撃っているため、実際は一人で空動作をしている。
キャッシュラン　Cash Run
街中に点在する各コース上のコインを集めるフリーラン。裏路地や屋上など障害物や高低差のある場所がステージであることが多い。目の前のコインを取らないと次のコインが表示されず、ドクロのマークを取るとタイムが＋5秒追加されてしまうが、各コースのどこかにタイムが－10秒になる隠しコインが存在する。コース作成機能もあり、配信やダウンロードも可能になっている。

ほかにも、ポーカー（テキサス・ホールデム）やチェス、スロットマシン、シェルゲーム、ドリンクゲームなど数多くのゲームスポットが存在する。

## 追加キャンペーン”Bad Blood”
ウォッチドッグス追加DLC第1弾として2014年9月30日（日本国内10月1日）にT・ボーンを主人公とした追加シナリオの配信が開始された。シーズンパス（各DLCの一括パック）の所有者は特典として先行配信され一週間早くプレイすることが出来た（9月23日/日本国内9月24日）。
キャンペーン
10個の新しいミッションが登場。ストーリーは本編終了後の数か月後のシカゴとなっており、新しいロケーションへのアクセスが可能のほか、本編と同様シカゴの街を散策することもできる。T・ボーンは開発したスタンガン機能付きラジコンカーや機銃付き監視カメラなど新たなギミックを使うことができる。それを駆使しながら、元ブルーム社の同僚であったトビアス・フルーワーと共にストーリーが展開していく。
マルチプレイ
サイドミッションとして”ストリート・スイープ”モードが搭載。他のプレイヤーと協力して、「シカゴ・サウス・クラブ」「フィクサー」「傭兵」のいずれかの組織を相手に各ミッションを遂行する。オフラインではソロプレイも可能となっている。本編と同様にT・ボーンをプレイヤーとして「オンラインハッキング」「オンライン尾行」「ctOSモバイルチャレンジモード」も引き続きプレイが可能となっており、本編をプレイした後では悪名ポイントを引き継いだ状態でプレイ出来るが、エイデン編（本編）をプレイしているプレイヤーとのマルチ対戦は出来ない（エイデン編のプレイヤーはエイデン同士、T・ボーン編のプレイヤーはT・ボーン同士の対戦となっている）。

## 主な登場武器
手持ち武器
- 特殊警棒

ピストル
- P-9mm　（モデルはSIG SAUER P250 / 9mmパラベラム弾）
- Px4　（モデルはベレッタPx4）
- 1911　（モデルはブローニング1911 22LR)

M1911A1とは明らかに異なるフレームのシルエットや、.45ACP弾にしては低い威力。また、サプレッサーを装着した特殊部隊用1911の静粛性や、装弾数が7発ではなく10発である事が、22LR仕様の1911であることを裏付けている。
- R-33　（モデルはロシア製 OTs-33 Pernach）
- D50　（モデルはデザートイーグル / .50AEマグナム弾）
- M8-M　（モデルはマテバ 6 ウニカ）

モデルのMateba 6 Unicaは、当ゲームと同じサイバー犯罪がテーマの『攻殻機動隊』では、トグサの愛用銃として「Mateba M-2008」の名称で登場する。
サブマシンガン
- SMG-11　（モデルはサブマシンガン MAC-11）
- MP-9mm　（モデルはBrügger & Thomet MP9）
- R-2000　（モデルはロシア製 PP-2000）
- MP5　（モデルはH&K MP5）
- Vector.45ACP　（モデルはクリス ヴェクター / .45ACP弾）
- Gangster　（モデルはトンプソン・サブマシンガン）

アサルトライフル
- OCP-11　（モデルはAK-12）

『ゴーストリコン フューチャーソルジャー』にもOCP-11の名称で登場。
- 416　（モデルはH&K HK416）
- 417　（モデルはH&K HK417）
- AK-47　（モデルはAK-47）
- Goblin　（モデルはP416）

『ゴーストリコン フューチャーソルジャー』にもGoblinの名称で登場。
- ACR　（モデルはブッシュマスターACR）
- U100　（モデルはCIS ウルティマックス100軽機関銃）

ショットガン
- D12　（モデルはSerbu Super-Shorty / 12番口径）
- SG-90　（モデルはショットガン モスバーグM590）
- SGR-12　（モデルはショットガンライフル イズマッシュ・サイガ12）
- M1014　（モデルはベネリ M1014）
- ATSG-12　（モデルはAtchisson アサルトショットガン AA-12）

スナイパーライフル
- SR-25　（モデルはSR-25）
- SVD　（モデルはSVD ドラグノフ狙撃銃）
- AC-AR　（モデルはGalil ACE 53 アサルトライフル）
- M107　（モデルはバレットM107CQ）

グレネードランチャー
- G106　（モデルはブリュッガー&トーメ GL-06）
- GL-94　（モデルはグレネードランチャー GM-94）

## サウンドトラック
ゲームの公式サウンドトラックは、Brian Reitzellが担当した。

| #         | タイトル                 | 作詞  | 作曲・編曲 | 時間 |
| --------- | ------------------------ | ----- | ---------- | ---- |
| 1.        | 「The Loop」             |       |            | 4:40 |
| 2.        | 「Ded Sec」              |       |            | 1:31 |
| 3.        | 「Creepy Caller」        |       |            | 1:13 |
| 4.        | 「Donovan」              |       |            | 3:45 |
| 5.        | 「Revelation Number 3」  |       |            | 2:51 |
| 6.        | 「Computer Underground」 |       |            | 3:13 |
| 7.        | 「Elevated Trains」      |       |            | 1:25 |
| 8.        | 「IP Tracking」          |       |            | 3:28 |
| 9.        | 「Vigilante」            |       |            | 8:59 |
| 10.       | 「Ghosts of the Past」   |       |            | 3:12 |
| 11.       | 「On the Lake」          |       |            | 2:01 |
| 12.       | 「Hackers」              |       |            | 6:10 |
| 13.       | 「Escape From Chicago」  |       |            | 2:59 |
| 合計時間: | 合計時間:                | 41:38 |            |      |

## PC版について
PC版は購入後、プレイ開始にCDキーが必要であるが、これが無効であるとして認証が拒否される事態が発生していた。また、開発元であるUbisoftはWatch Dogs公式twitterアカウントにてこの問題の対処を行っていると表明した。原因は発売元の認証システムサーバの不具合で、キーの認証ができなかったためとされた。この問題は2014年6月29日(JST)には解消し、正常化している。

## Wii U版について
Wii U版は欧米では他のハードより約半年遅れて発売された（日本版の発売も9月4日の本体同時発売となったXbox One版を除き、6月26日の発売から約半年遅れて発売となっている）。他機種よりも開発が遅れた理由は、他機種版の開発が遅れていたので、作品完成を優先させるためにWii U版の開発を一時停止していた点も挙げられるものの、作品の根幹部分以外は開発スタジオがUBIソフト・ルーマニア（ブカレスト）にあったことも理由として挙げられる。同作品のシニアディレクターを務めたドミニク・ギュエイ（Dominic Guay）は、「1プラットフォームのために他バージョンの発売を遅らせたくはなかったものの、技術面やゲームデザイン面でWii Uの機能を上手く使いこなせているか知る必要があったため」と語っている。なお、ルーマニア（ブカレスト）スタジオを選定した理由は、Wii Uの能力を引き出し、Wii U GamePadの活用をフォーカスしているからであるとギュエイは語っている。

## 日本国外版との変更点
日本語版（全プラットホーム）ではCEROの倫理規定による「禁止事項」により、日本国外版にて収録されている性的表現が削除されている。